# Kod, Hirekerur
Kod là một làng thuộc tehsil Hirekerur, huyện Haveri, bang Karnataka, Ấn Độ.